# Thần trăng

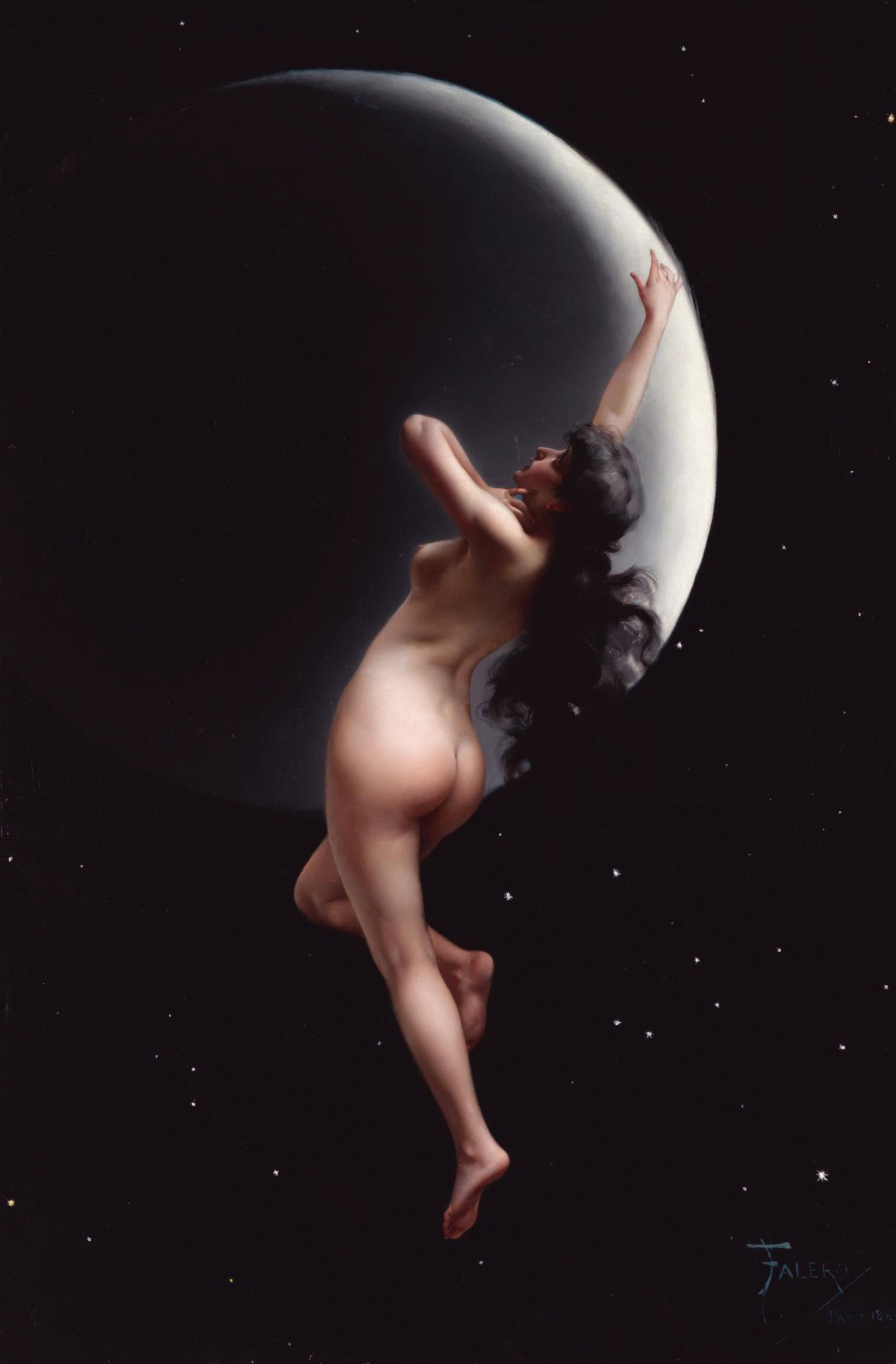
Nữ thần mặt trăng (nguyệt thần) họa phẩm của Falero Luis Ricardo

Thần trăng hay Thần mặt trăng hay Nguyệt thần (Lunar deity/Moon deity) là một vị nữ thần đại diện cho Mặt trăng hoặc một khía cạnh của mặt trăng. Những vị thần này có thể có nhiều chức năng và truyền thống khác nhau tùy thuộc vào nền văn hóa, nhưng chúng thường có liên quan với nhau. Các vị thần mặt trăng và việc thờ cúng Mặt trăng có thể được nhận thấy trong hầu hết lịch sử được ghi lại dưới nhiều hình thức khác nhau. Nhiều nền văn hóa đã ngầm liên hệ chu kỳ 29,5 ngày của mặt trăng với chu kỳ kinh nguyệt của phụ nữ, bằng chứng là nguồn gốc ngôn ngữ chung của các từ "kinh nguyệt" (Nenstruation) và "mặt trăng"/"nguyệt" (Moon) trong nhiều nhóm ngôn ngữ. Sự nhận dạng này không phổ biến, được chứng minh bằng thực tế là không phải tất cả các vị thần mặt trăng đều là nữ. Tuy nhiên, nhiều thần thoại nổi tiếng có nữ thần mặt trăng, bao gồm nữ thần Hy Lạp Selene, nữ thần La Mã Luna và nữ thần Trung Quốc Hằng Nga.
Một số nữ thần bao gồm Artemis, Hecate và Isis ban đầu không có các khía cạnh của mặt trăng và chỉ có được chúng vào cuối thời cổ đại do sự đồng bộ hóa với vị thần mặt trăng trên thực tế là Hy Lạp-La Mã Selene/Luna. Các nền văn hóa có nam thần mặt trăng thường có nữ thần mặt trời và ngược lại. Trong tín ngưỡng Bakongo thì nữ thần trái đất và mặt trăng Nzambici là đối tác nữ của thần mặt trời Nzambi Mpungu. Một ngoại lệ như Ấn Độ giáo đề cao cả khía cạnh nam và nữ của thần mặt trời. Người Ai Cập cổ đại có thờ một số vị thần mặt trăng bao gồm Khonsu và Thoth, mặc dù Thoth là một vị thần phức tạp hơn. Thần Set tượng trưng cho mặt trăng trong Lịch ngày may mắn và ngày xui xẻo của người Ai Cập. Nhiều nền văn hóa được định hướng theo trình tự thời gian theo chu kỳ Mặt trăng (âm lịch), trái ngược với Mặt trời. Lịch Hindu duy trì tính toàn vẹn của tháng âm lịch và thần mặt trăng Chandra có ý nghĩa tôn giáo trong nhiều lễ hội Hindu (ví dụ: Karwa Chauth, Sankashti Chaturthi và trong các lần nhật thực).

## Hình ảnh

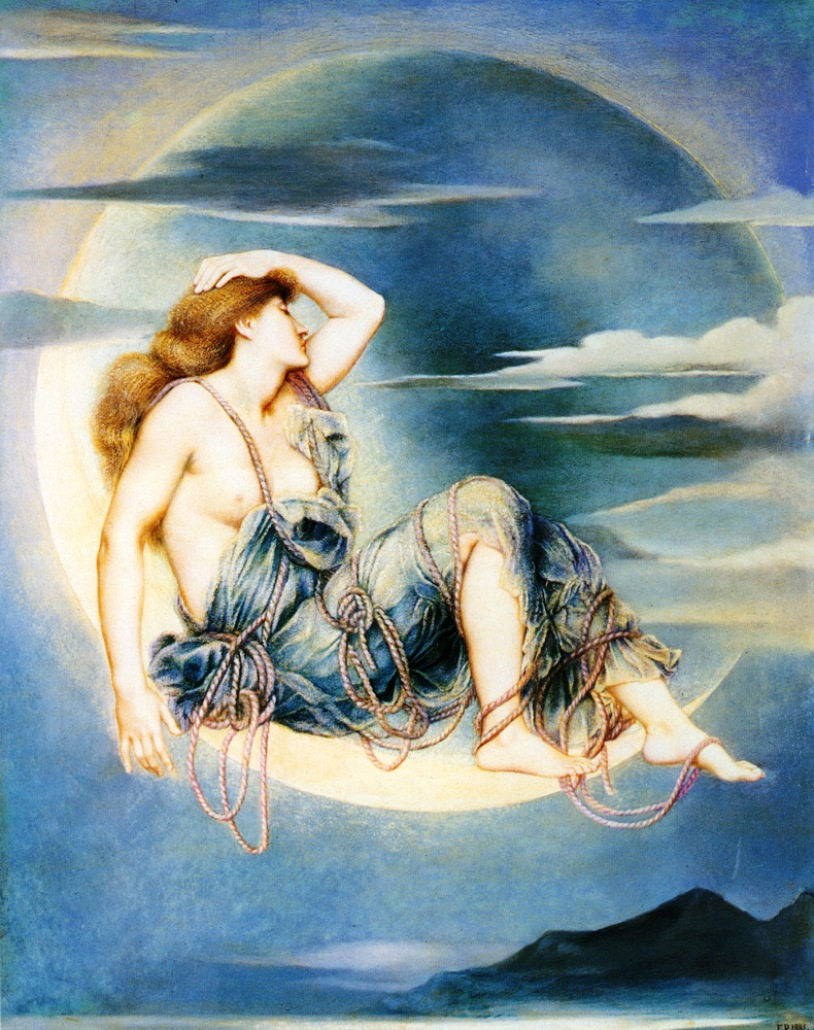
Nữ thần mặt trăng, họa phẩm của Morgan Evelyn
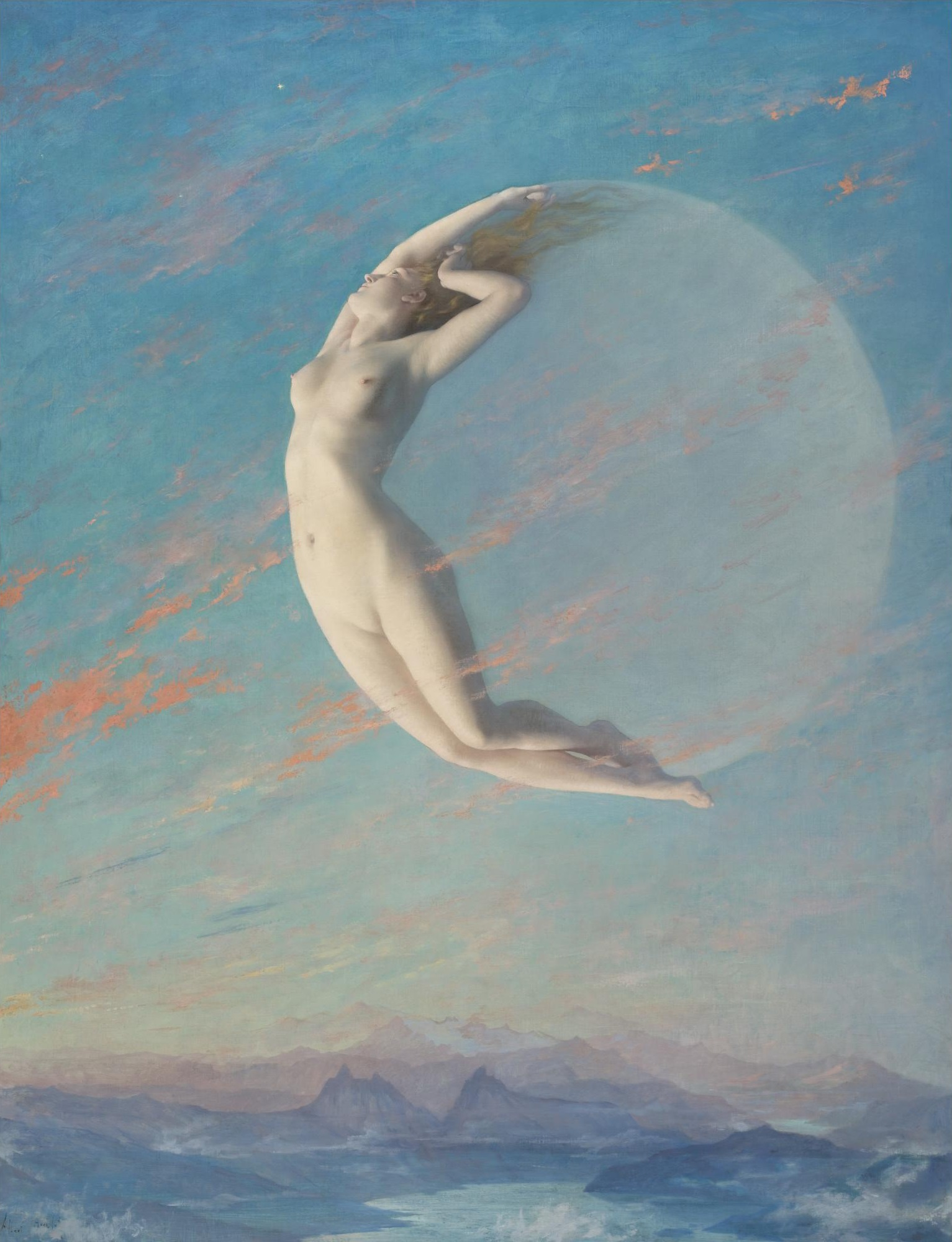
Nữ thần Selene
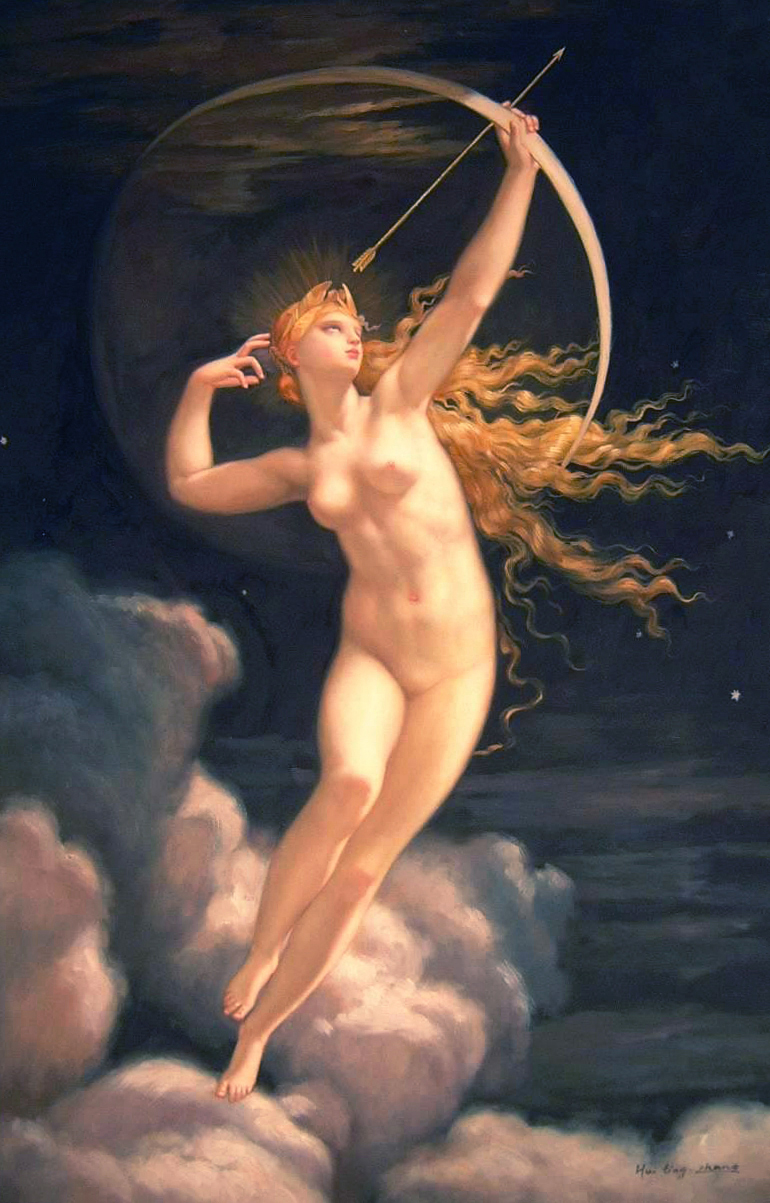
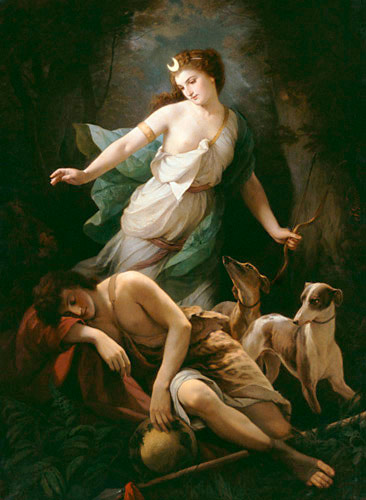
Nữ thần Diana
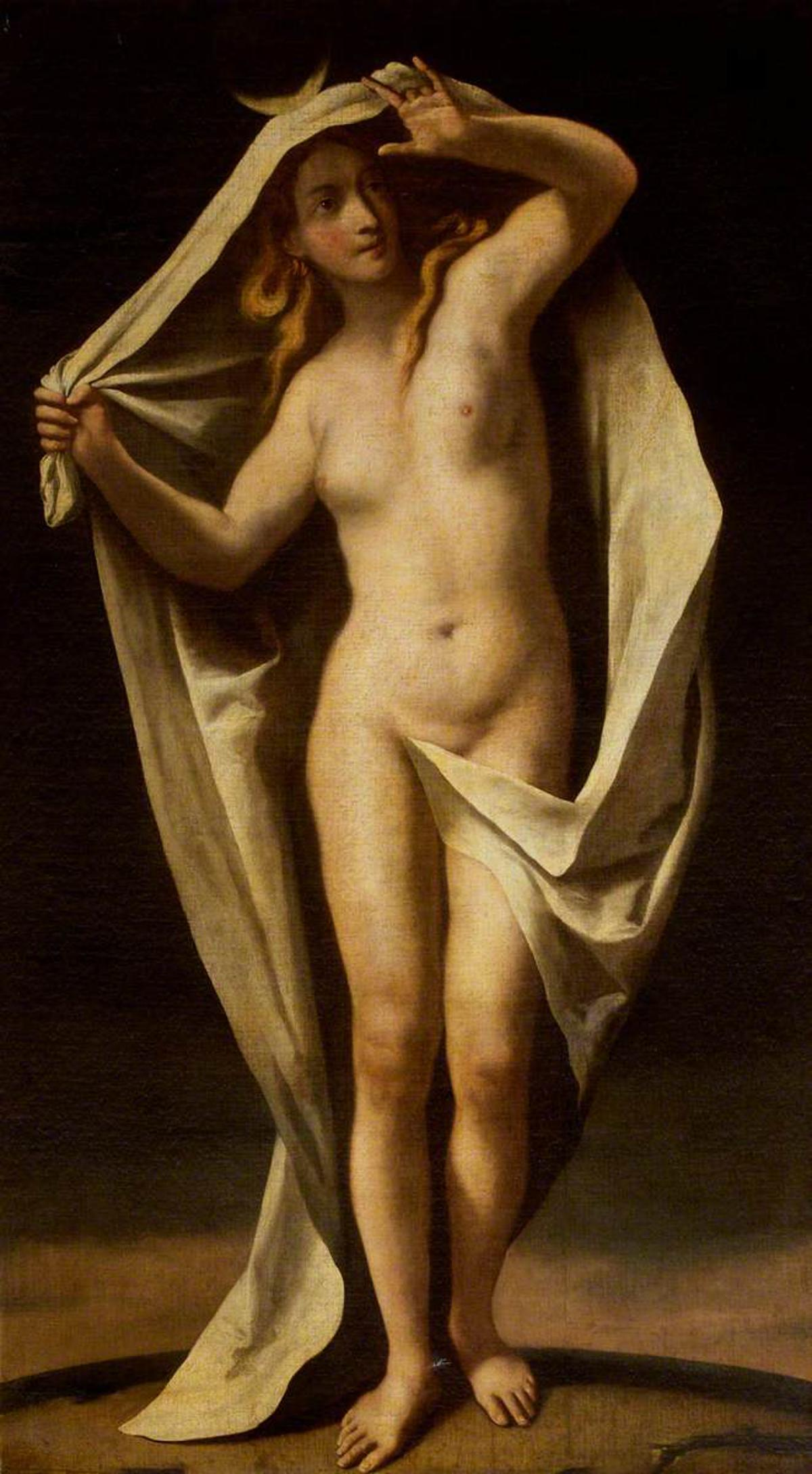
Nữ thần Selene
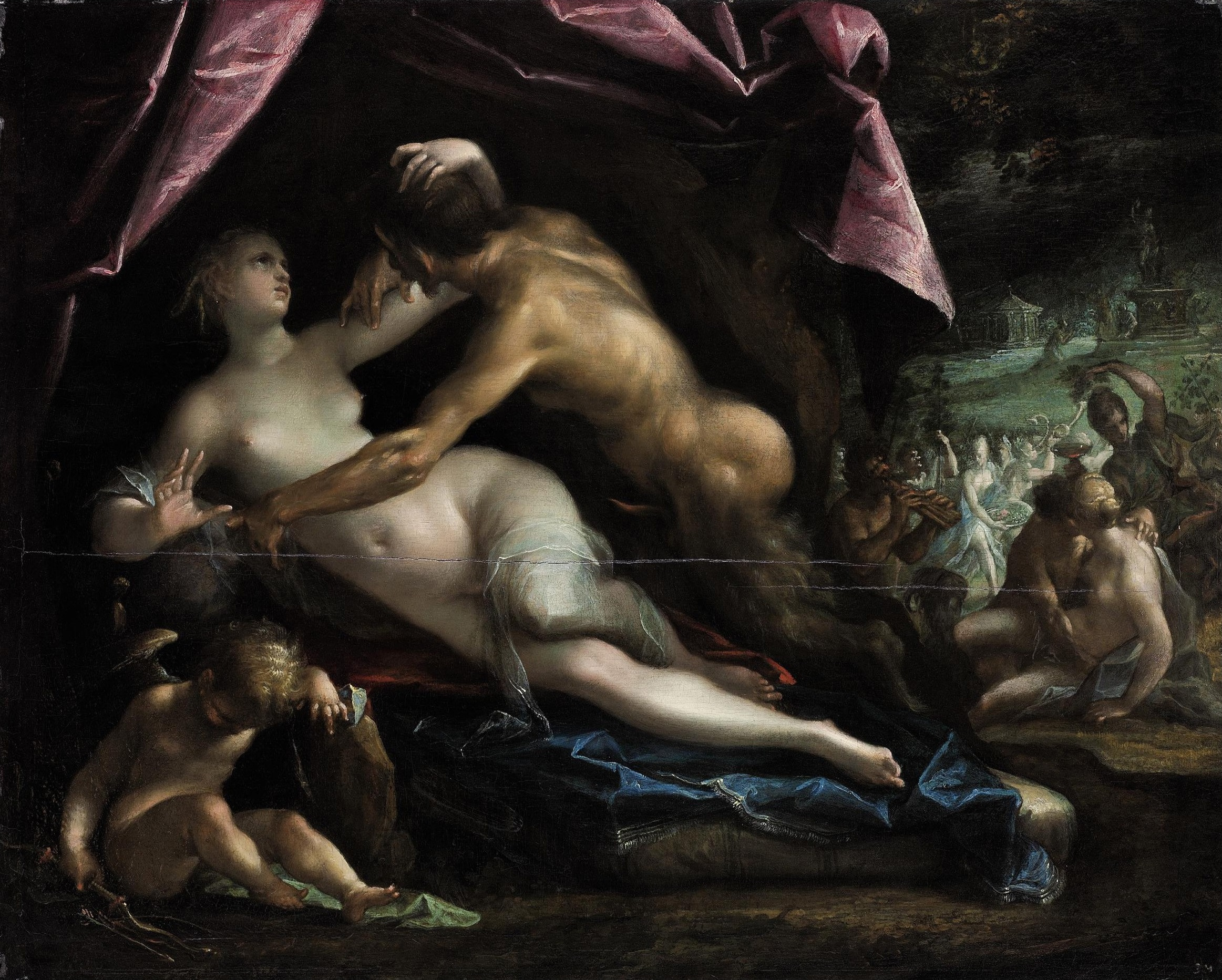
Nữ thần Selene và thần dê Pan
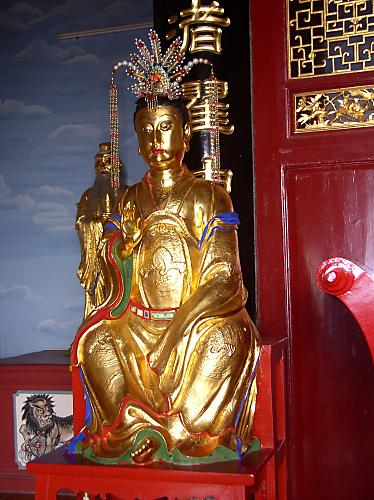
Nguyệt thần ở Trung Quốc
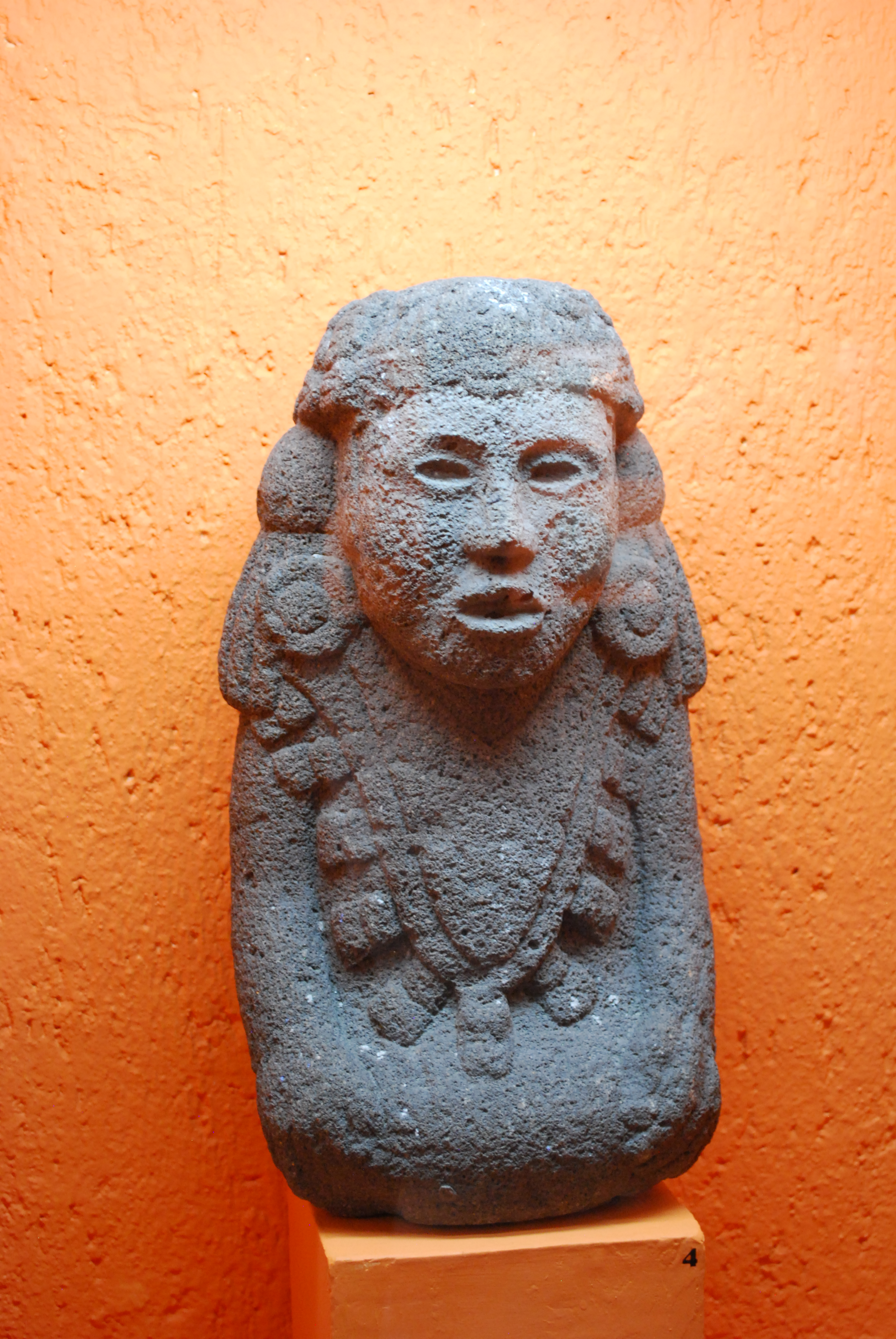
Thần trăng của người Aztec
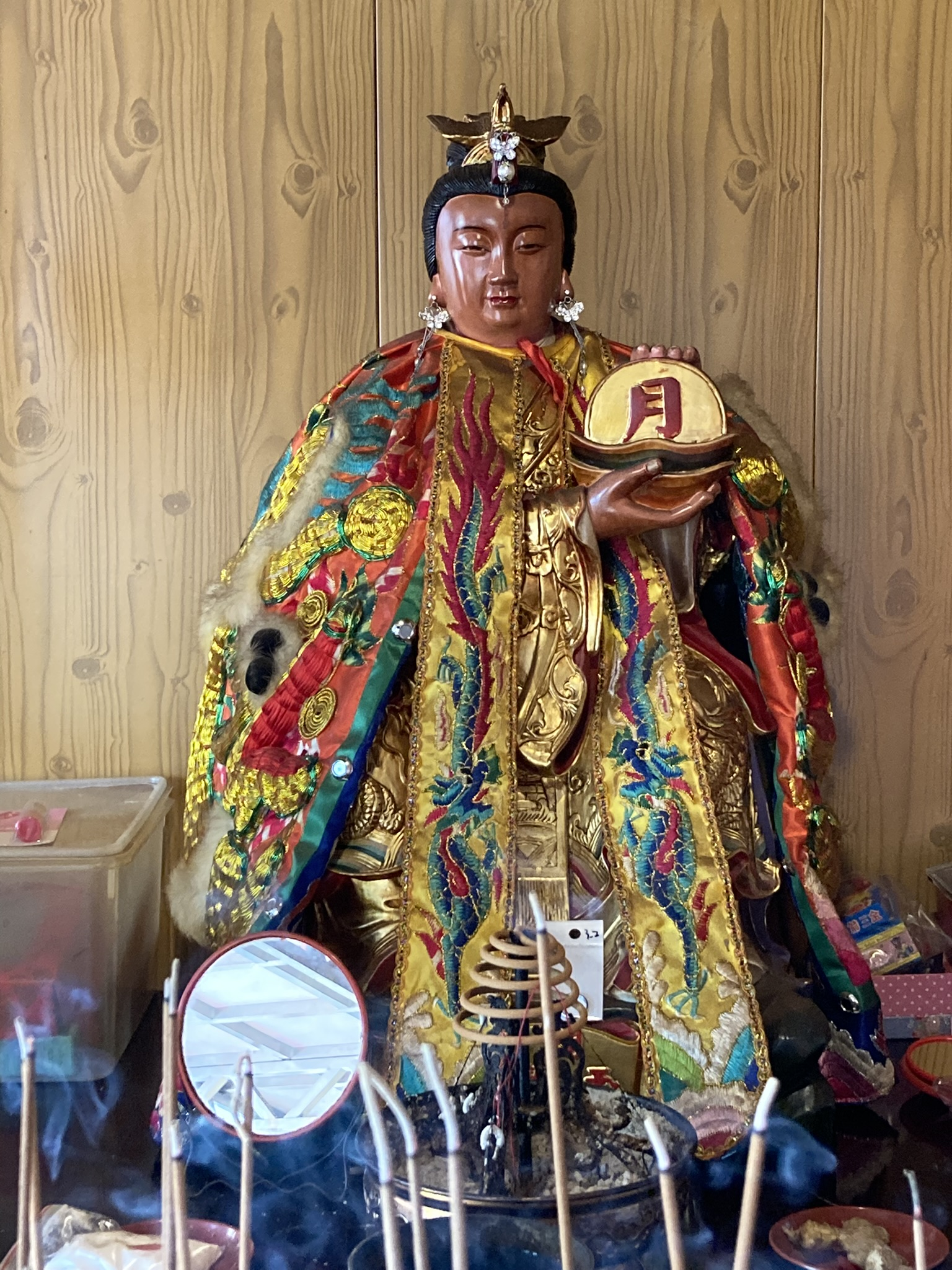
Nguyệt thần ở Đài Loan